# 오신 (편공후)
오신(吳信, ? ~ 기원전 152년)은 전한 전기의 제후로, 장사문왕의 손자이다.

## 생애
문제 후7년(기원전 157년), 아버지 오천의 뒤를 이어 편후(便侯)에 봉해졌다.
편공후 6년(기원전 152년)에 죽어 시호를 공이라 하였고, 아들 오광지가 작위를 이었다.

## 출전
- 사마천, 《사기》
  - 권19 혜경간후자연표
- 반고, 《한서》
  - 권16 고혜고후문공신표

| 선대 아버지 편경후 오천 | 전한의 편후 기원전 157년 ~ 기원전 152년 | 후대 아들 오광지 |